# Programa Nacional Ferroviario en México (2018-2050)

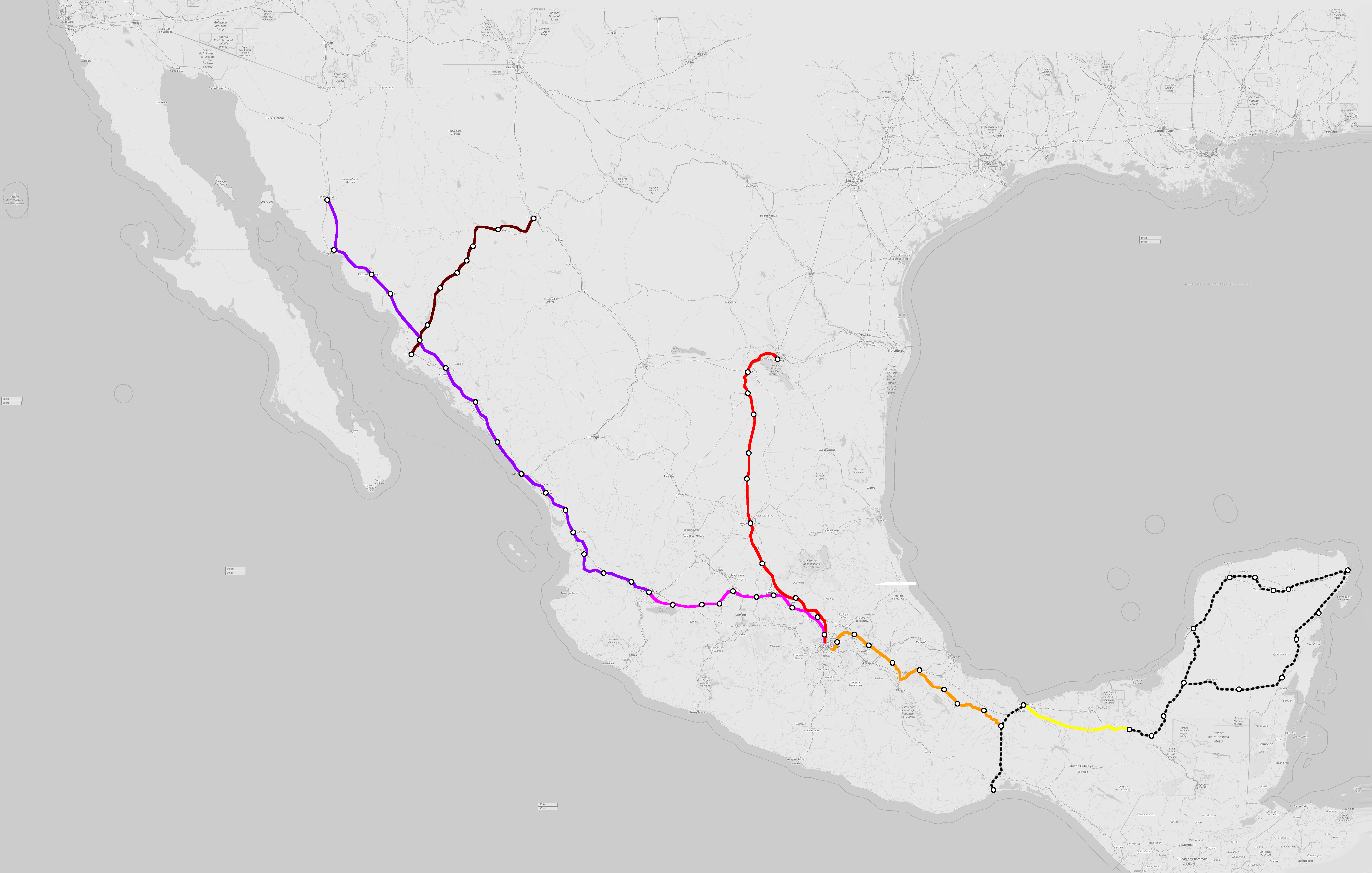
Algunas rutas existentes o del decreto inicial de 2023.

El Programa Nacional Ferroviario, también conocido como Plan Nacional de Industria e Infraestructura Ferroviaria, es un conjunto de planeamientos de proyectos centrados en los ferrocarriles mexicanos, incluidos en los Planes Nacionales del Desarrollo,de las administraciones del ejecutivo federal,  administraciones estatales y de sus marcos legislativos correspondientes. Tiene una ventana de crecimiento hacia 2050. Incluye proyectos de inversión de las empresas con concesiones de uso de vías férreas en México.
Estos planes consisten en la rehabilitación de la infraestructura existente, el uso de concesiones, la construcción de nuevas vías férreas y la adquisición o fabricación de trenes para servicios cargueros, de pasajeros y turísticos.

## Historia

### Antecedentes
Previo al 2018, la red ferroviaria nacional de México consistía en 26,914 km de vías, distribuidas entre varias concesiones y asignaciones a empresas particulares como paraestatales, de acuerdo a la Agencia Reguladora del Transporte Ferroviario (ARTF). Entre las que se encontraban en operación por transporte de carga: 
- Ferrocarril Mexicano S.A. de C.V.
- Kansas City Southern de México S.A. de C.V.
- Ferrosur S.A. de C.V.
- Ferrocarril del Istmo de Tehuantepec S.A. de C.V.
- Ferrocarril y Terminal del Valle de México S.A. de C.V
- Línea Coahuila Durango S.A. de C.V.

- Estado de Baja California - Administradora de la Vía Corta Tijuana-Tecate

Mientras que por transporte de pasajeros, eran parte las siguientes empresas:
- Ferrocarril Chihuahua-Pacífico (Tren Turístico Chepe)
- Tren Suburbano de la Zona Metropolitana del Valle de México
- Tren Turístico Puebla - Cholula[7]
- Tren Tequila Express
- Tren de la Vía Corta de Tijuana - Tecate

A esta red ferroviaria, se sumaron como propuestas del ejecutivo federal del presidente Enrique Peña Nieto la construcción de 3 rutas de tren de pasajeros, el Tren de alta velocidad México-Querétaro, el tren interurbano México-Toluca y el tren Mérida-Punta Venado. De estas tres rutas, solo se ejecutó en obras el Tren Interurbano, mientras que las otras fueron canceladas por sospechas de corrupción durante la licitación con el conglomerado chino CRCC y por recortes presupuestales del gobierno federal.
Otros proyectos que dejaron de ser contemplados por el ejecutivo federal, fueron retomados e impulsados por las administraciones estatales. Está el caso del Tren Apizaco-Tlaxcala-Puebla-Cholula-México cuya administración y construcción fueron llevados a cabo por el Gobierno de Puebla como Tren turístico Puebla-Cholula, el cual no logró mantenerse en funcionamiento por altos costos de mantenimiento en 2023. En el periodo de Peña Nieto y Miguel Ángel Mancera se cancelaron varias ampliaciones al Metro de la Ciudad de México; entre ellas la línea 4 en 2014, la línea 9 y la línea A en 2016.

### Periodo de López Obrador

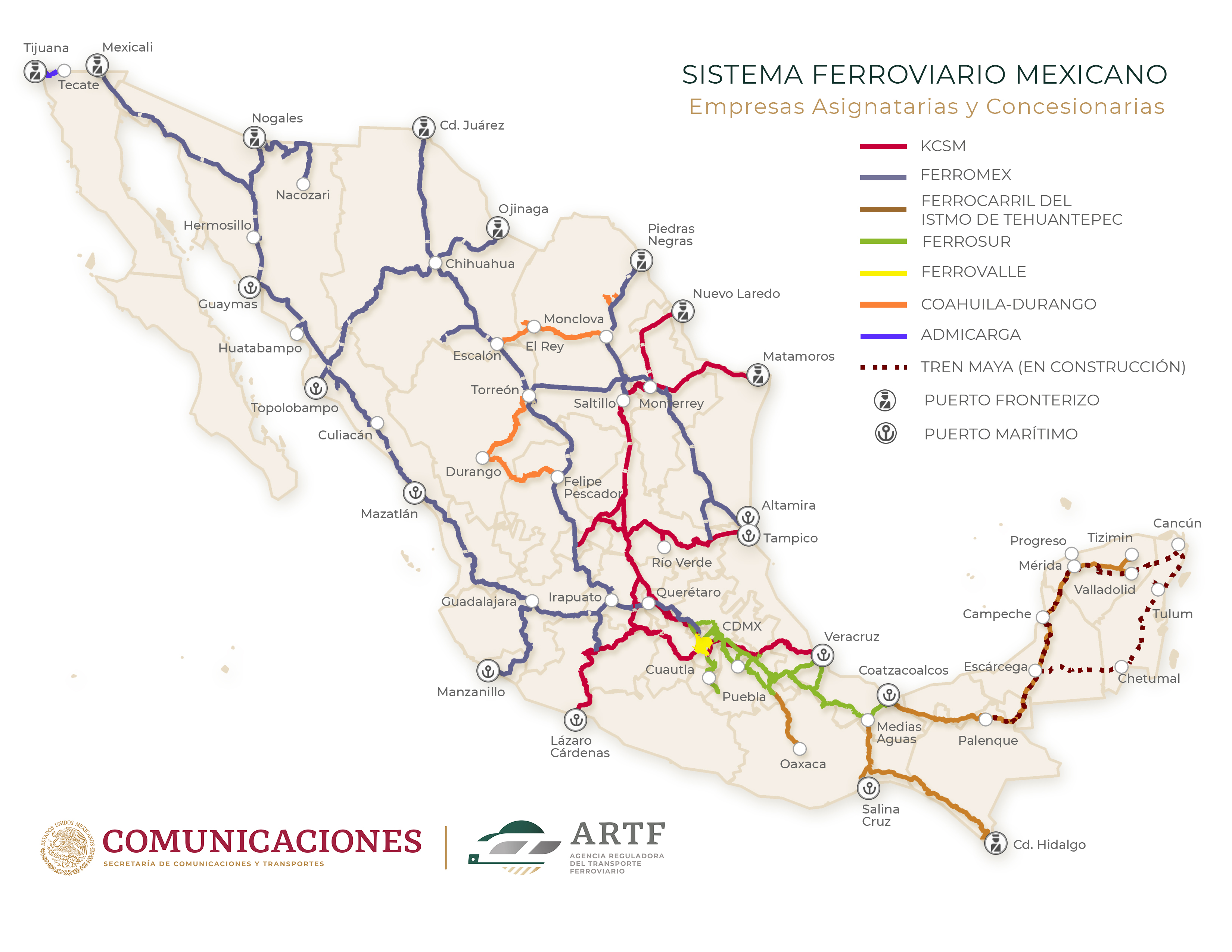
Sistema ferroviario de México en 2020.

Se anunció un plan de transporte masivo de Constitución de 1917 a Santa Marta que incluye teleféricos, trolebuses y ampliación de la línea 8 del Metro de la Ciudad de México. Posteriormente se confirmó que solo se llevarían a cabo la construcción de la línea 2 del Cablebús, así como las líneas 10 y 11 del Trolebús de la Ciudad de México. En el plan maestro de movilidad del 2018-2020-2030 aún se contempla la extensión de la línea 8 a La Raza y Santa Marta, así como de la línea A de La Paz al sur de Chalco.
En el mes de junio 2020 comenzó la construcción formal del Tren Maya,  en diciembre de 2023 se inauguraron y a lo largo de 2024 se pusieron en operación más tramos para el transporte de pasajeros.
Igualmente en junio de 2020, el Ferrocarril del Istmo de Tehuantepec comenzó con su rehabilitación. El 17 de septiembre de 2023 en la línea Z se dio inicio al transporte de carga y el 22 de diciembre de 2023 se abrió para pasajeros, el 13 de septiembre de 2024 se puso en operación la línea FA, y a lo largo de ese año se construía la K, además se plantearon nuevas vías paralelas exclusivamente para agilizar el transporte de carga.
En enero de 2022, la Secretaría de Comunicaciones y Transportes de México, aprobó una ampliación ferroviaria de 180 Kilómetros en el corredor Durango-Mazatlán. Con un costo estimado de 1.200 millones de dólares para reactivar y ampliar el corredor abandonado, bajo una alianza público-privada con la empresa Caxxor Group, como parte del acuerdo USMCA.
El 22 de febrero de 2022 el diputado de Morena, Miguel Torruco Garza, presentó en la Cámara de Diputados una propuesta para reactivar el transporte ferroviario de pasajeros en México, su plan es modernizar el sistema ferroviario mexicano con 11 rutas.
| Nombre            | Extensión (km) |
| ----------------- | -------------- |
| Tren del Pacífico | 5300           |
| Tren Occidental   | 2250           |
| Tren Oriental     | 2000           |
| Tren Transversal  | 1200           |
| El Chepe          | 673            |
| Tren del Bajío    | 1500           |
| Tren del Centro   | 1300           |
| Tren del Golfo    | 1650           |
| Tren de Oaxaca    | 750            |
| Tren del Istmo    | 300            |
| Tren Maya         | 1550           |

El 15 de septiembre de 2023 se inauguró un tramo del Tren México-Toluca, renombrado como El Insurgente.
En el mes de noviembre de 2023, el presidente López Obrador anunció plazos de participación para presentar propuestas de rutas y publicó decretos para su creación. El 16 de enero de 2024, en su conferencia matutina, el titular del ejecutivo federal dio a conocer que obtuvo respuestas de las concesionarias.
El 10 de julio de 2024 durante la etapa de transición, la entonces presidenta electa Claudia Sheinbaum anunció la realización de los proyectos del Tren México-Guadalajara-Nogales, el Tren México-Nuevo Laredo y la línea AIFA-Pachuca. Mientras que otros proyectos se encontraban en proceso de determinación.
En septiembre de 2024, el gobernador neoleonés Samuel García Sepúlveda anunció una gira de trabajo en la ciudad de Austin, en esta impulsó los proyectos de Tren México-Nuevo Laredo y Tren de Alta Velocidad Monterrey-San Antonio con la posibilidad de extenderse a Dallas.

### Periodo de Sheinbaum Pardo

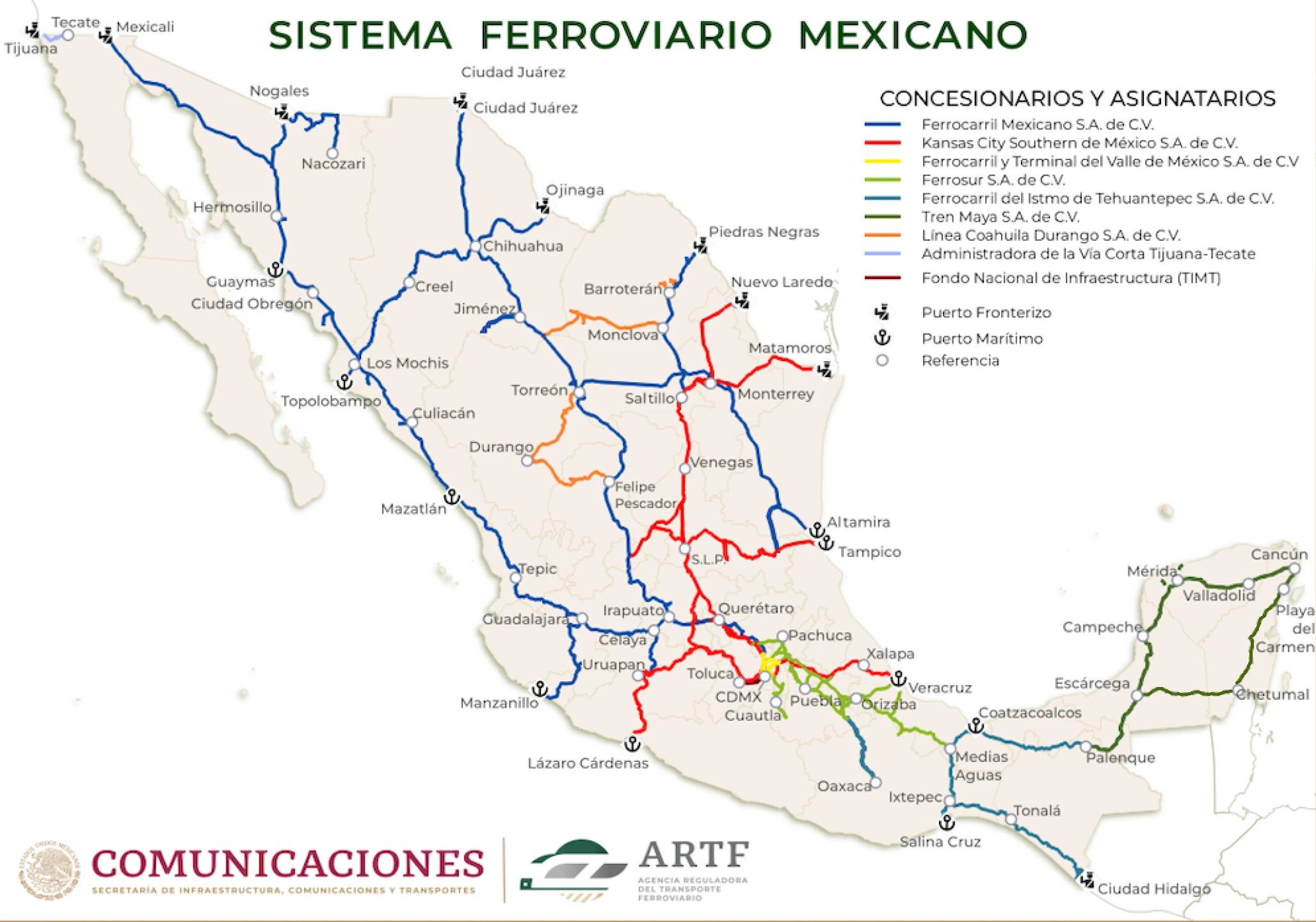
Sistema ferroviario de México en 2024.

En los discursos de su toma de protesta y de cien compromisos de gobierno, la presidenta anunció la construcción y consolidación de más ferrocarriles.
- Servicio de carga para el Tren Maya, la ampliación de Mérida o Umán a Puerto Progreso y finalización de toda la ruta.
- Línea K del Tren Interoceánico hasta Guatemala, además del ramal a la refinería y puerto de Dos Bocas.
- Tren Ciudad de México-Pachuca y el tramo Lechería-AIFA.
- Tren México-Monterrey-Nuevo Laredo.
- Tren México-Guadalajara-Nogales.
- Tren México-Puebla-Veracruz.

En el mes de octubre de 2024, siendo sus primeros días de gobierno, la presidenta visitó Hidalgo y Querétaro para dar inicio a los trabajos previos de los trenes de Ciudad de México a Pachuca y la Zona metropolitana de Querétaro. A finales de 2024, las cámaras legislativas aprobaron una reforma que prioriza el desarrollo y la implementación del ferrocarril como medio de transporte.
Dando continuación al programa ferroviario, el 9 de  julio de 2025 se anunció en la mañanera de la presidenta con el secretario de la Agencia Reguladora de Transporte Ferroviario Andrés Lajous Loaeza que arrancó la fase 1 de construcción de las líneas ferroviarias, así la creación de la Agencia de Trenes y Transporte Público Integrado (ATTRAPI).

## Planes ferroviarios locales (2018-2030)

### Centro de México

#### Sistema de Transporte Colectivo Metro
Se mantiene vigente el plan de modernización y mantenimiento del metro y tren ligero.

#### Movilidad Mexiquense
En 2024 el gobierno local anunció su plan de movilidad urbana. En sus cien compromisos de gobierno, y en reuniones con la gobernadora Delfina Gómez Álvarez, la presidenta Sheinbaum prometió impulsar la movilidad ferroviaria para el Estado de México. En julio de 2025 se anunció que se licitarían los estudios para construir una línea de tren ligero en el oriente de la entidad.

### Sistema de Transporte Colectivo de la Zona de Monterrey
El Gobierno Federal ha destinado recursos para duplicar los transportes ferroviarios del plan maestro de movilidad de Nuevo León, se contempló la construcción de un tren suburbano y líneas de metro. Al final se optó por constituir las líneas 4 y 6 como monorriel.

### Tren Eléctrico de Guadalajara
La línea 3 fue totalmente construido con presupuesto federal desde 2014 hasta 2020, la 4 inició su construcción en 2022 con el postergado recibimiento de fondos federales y se inaugura en 2025, los planes de la línea 5 se encuentran en proceso.

## Planes nacionales implementados (2018-2024)
En la actualidad, los trenes de este plan que se encuentran parcialmente operativos son: Tren El Insurgente, Tren Maya y el Tren Interoceánico del Istmo de Tehuantepec.

### Tren El Insurgente
Es un tren interurbano que conecta la zona metropolitana del Valle de Toluca con el poniente de la zona metropolitana del Valle de México y está integrado a los Sistemas de transporte de la Ciudad y el Estado de México, que son la Movilidad Integrada de la Ciudad de México (MI) y el Sistema de Movilidad Mexiquense (Movimex).

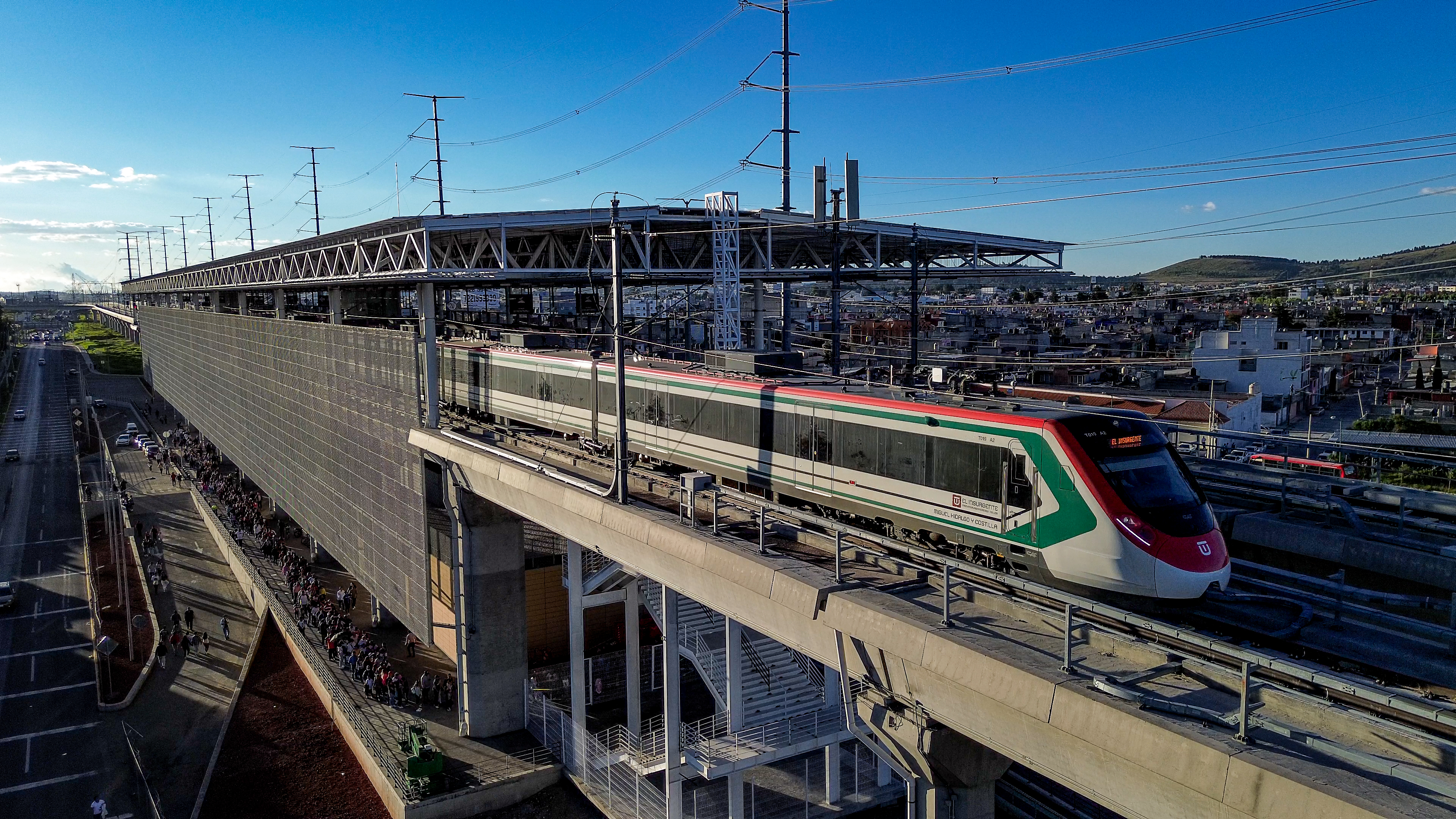
Tren El Insurgente saliendo de la estación Zinacantepec.

### Tren Maya
Es una línea de ferrocarril con más de 1550 kilómetros de longitud y 34 estaciones que conecta a los estados de Chiapas, Tabasco, Campeche, Yucatán y Quintana Roo. La construcción del tren implicó obras complementarias como los sistemas de transporte: Tren Ligero de Campeche (DRT) y el Ie-Tram Yucatán que es un tipo de autobús de tránsito rápido.

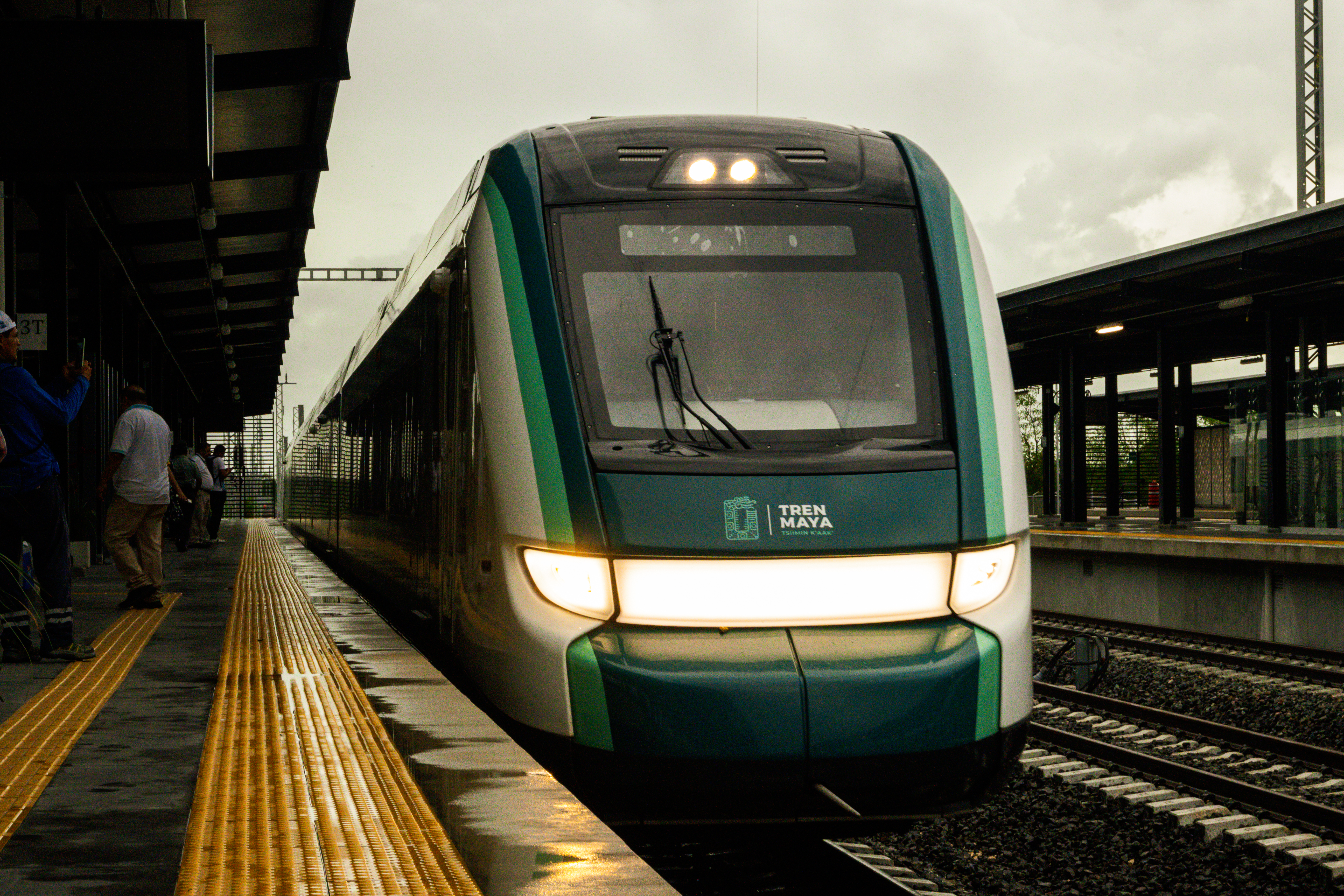
Tren Maya arribando a la estación Teya.

### Tren Interoceánico
El Tren del Corredor Interoceánico del Istmo de Tehuantepec es un sistema de ferrocarril del gobierno de México, que tiene 3 líneas ferroviarias y una red de logística global enfocada en la manufacturación y el traslado de mercancías entre el océano Pacífico y el océano Atlántico, a través del istmo de Tehuantepec.

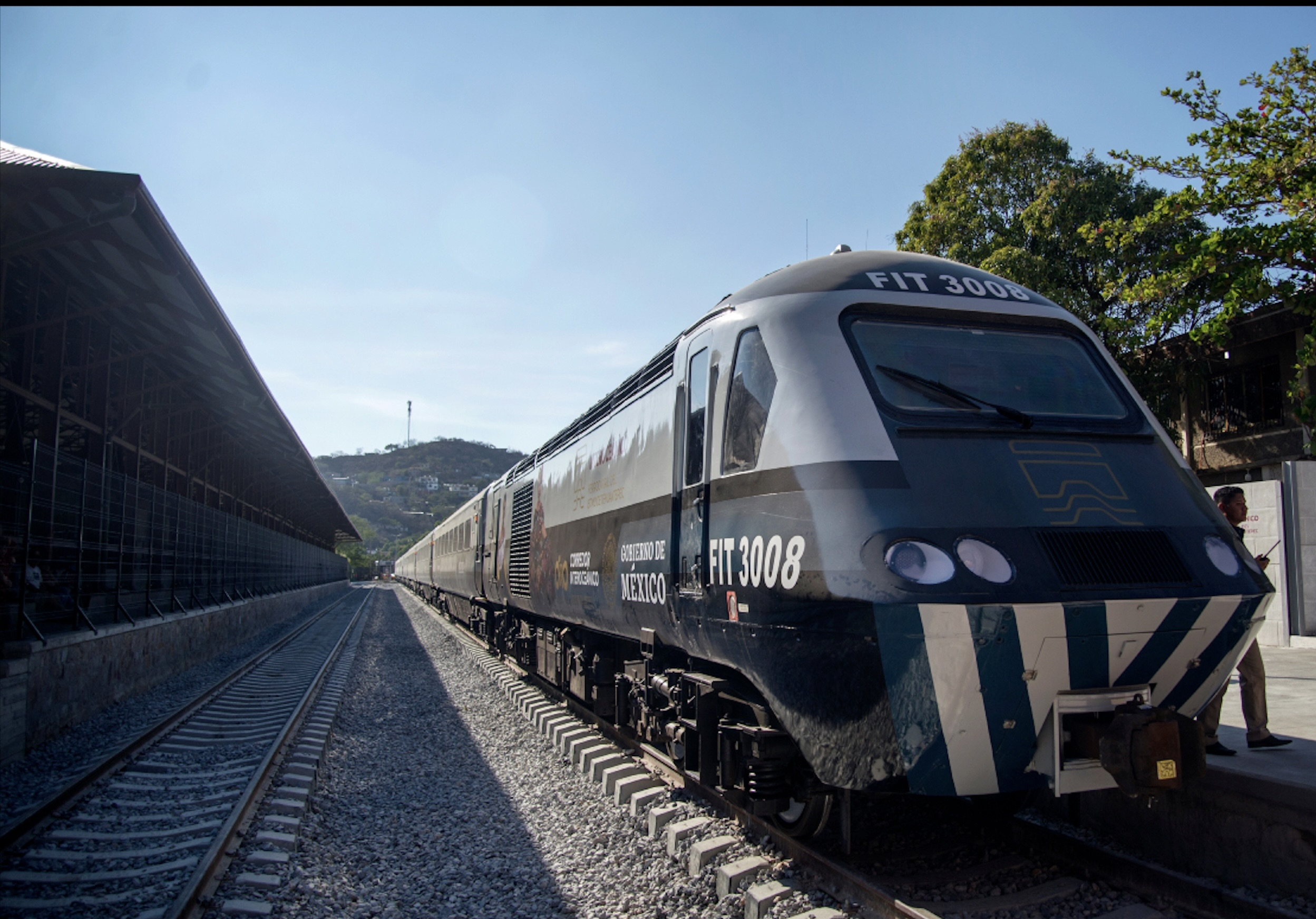
Intercity 125 utilizado en el Interoceánico.

## Planes nacionales en desarrollo (2025-2029)
Se construirán, a partir de 2025, más de 3000 kilómetros de vías para pasajeros en México, divididos en cuatro fases:
- 2025 Fase 1: 786 km

- Ciudad de México-Pachuca: 64 km - Ciudad de México-Querétaro: 242 km - Saltillo-Nuevo Laredo: 306 km - Querétaro-Irapuato: 184 km
- 2026 Fase 2: 910 km

- Querétaro-San Luis Potosí: 263 km - Mazatlán-Los Mochis: 441 km - Irapuato-Guadalajara: 206 km
- 2027 Fase 3: 1145 km

- Guaymas-Hermosillo: 135 km
- Guadalajara-Tepic: 204 km - San Luis Potosí-Saltillo: 444 km - Los Mochis-Guaymas: 362 km
- 2028 Fase 4: 552 km

- Tepic-Mazatlán: 275 km - Hermosillo-Nogales: 277 km

### Tren Ciudad de México-Pachuca
(2025 Fase 1: AIFA-Pachuca: 64 km)
El Ferrocarril del Valle de México fue el primer tren de cercanías construido en México; actualmente se encuentra en construcción la ampliación hacia el Aeropuerto Internacional Felipe Ángeles y la Zona Metropolitana de Pachuca, permitirá comunicar los aeropuertos del Valle de México. Formará parte de los Sistemas de transporte de la Ciudad y el Estado de México.

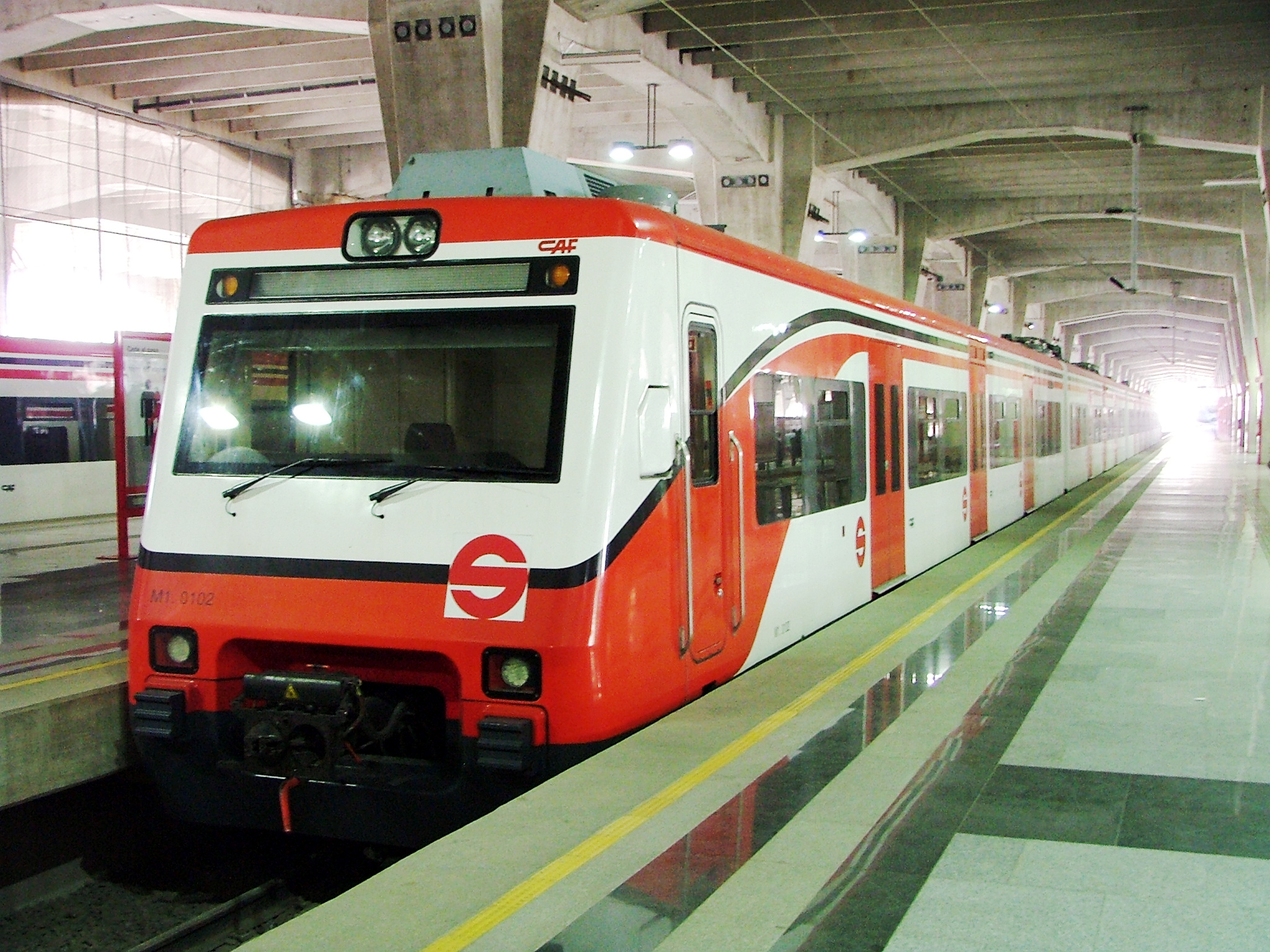
Tren del Suburbano.

El tramo AIFA-Pachuca contará con cuatro estaciones principales.
- AIFA.
- Huitzila.
- Téllez.
- Pachuca.

Este recorrido abarcará aproximadamente 150 kilómetros de vías férreas, beneficiando a municipios de los estados de Hidalgo y México, siendo algunos de ellos Nextlalpan, Zumpango, Tecámac, Tizayuca, Temascalapa, Tolcayuca, Zapotlán, Zempoala, Villa de Tezontepec, Mineral de la Reforma y Pachuca.
- El 6 de octubre inician los estudios preliminares.
- Inicio de obra: 24 de marzo de 2025.
- Tiempo de ejecución: 1 año 6 meses.
- Inicio de operaciones: 2027.

### Tren Ciudad de México-Querétaro
(2025 Fase única: Ciudad de México-Querétaro: 242 km)
El Tren Ciudad de México-Querétaro es un proyecto de tren de pasajeros que conectará la Ciudad de México con la ciudad de Querétaro, en Querétaro, pasando por los estados de: Querétaro, Hidalgo y México.
El 13 de octubre de 2024 iniciaron los trabajos preliminares y de estudios sobre el derecho de vía para la construcción del tramo: Ciudad de México a Querétaro con una longitud de 225 km. En el tramo de Querétaro con dirección al norte se dividirá en dos ramales con destino a Nuevo Laredo y a Nogales.El 27 de abril de 2025 se dio el banderazo de salida por la presidenta Claudia Sheinbaum.
"El acto protocolario se dio en Pedro Escobedo, una población ubicada a mitad de camino entre la ciudad de Querétaro y San Juan del Río, y estuvieron presentes el gobernador de la entidad, Mauricio Kuri; y el secretario de la Defensa Nacional, Ricardo Trevilla; y se confirmó que la obra y la administración del tren estarán a cargo de esa corporación."

### Tren Ciudad de México-Monterrey-Nuevo Laredo
El Tren Querétaro-Nuevo Laredo es un proyecto de tren de pasajeros y de carga que conectará la Ciudad de México con la ciudad de Nuevo Laredo, en Tamaulipas, pasando por ciudades como Monterrey en Nuevo León, además de los estados de Coahuila, San Luis Potosí, Hidalgo y Estado de México. Este tren seguirá una ruta similar a los antiguos trenes de El Águila Azteca y el El Regiomontano.
En 2024, Hernán Villareal Rodríguez el titular de la Secretaría de Movilidad y Planeación Urbana de Nuevo León, dijo que apoyarían en la ruta México-Nuevo Laredo pues se compaginaría con el Tren de Alta Velocidad Monterrey-Texas, también agregó que ya se habían asignado recursos para los estudios de adquisición y trazo del derecho de vía.

#### (2025 Fase 1: Tren Saltillo-Nuevo Laredo: 184 km)
El Tren Saltillo–Nuevo Laredo es un proyecto de trenes de pasajeros que conectara por la ciudad de Saltillo en Coahuila con la ciudad de Nuevo Laredo en Tamaulipas, pasando también con la ciudad de Monterrey en Nuevo León.
Iniciaron estudios de derecho de vía. Los trabajos de obra preliminar se prevén listos en 2025 y se espera queden finalizados entre 2026 y 2027.

#### (2026 Fase 2: Querétaro-San Luis Potosí: 263 km)
El Tren Querétaro-San Luis Potosí es un proyecto de trenes de pasajeros que conectara con la ciudad de Querétaro con la ciudad de San Luis Potosí, pasando por el estado de Guanajuato.
Iniciará su construcción en 2026.

#### (2026 Fase 3: San Luis Potosí-Saltillo: 444 km)
En etapa de pre inversión con una posible ejecución en 2026 

### Tren Ciudad de México-Guadalajara-Nogales
El Querétaro - Guadalajara es un proyecto de tren de pasajeros que conectará la Ciudad de México con la ciudad de Guadalajara, en Jalisco, pasando por los estados de Michoacán, Guanajuato, Querétaro, Hidalgo y México.
Seguirá una ruta similar al antiguo tren de El Tapatío. Se prevé su ampliación hasta la frontera norte en Nogales, los trabajos de construcción del tren comenzarán el 1 de octubre de 2024 y se espera finalizar el 17 de mayo de 2029.

#### Tren (2025 Fase 1: Tren Querétaro-Irapuato: 184 km)
El Tren Querétaro-Irapuato es un proyecto de tren de pasajeros que conectará por el municipio El Marqués del estado Querétaro con el municipio de Irapuato, en Guanajuato, pasando por los municipios de la capital de Querétaro, Apaseo el Grande, Celaya, Villagrán y Salamanca. La propuesta fue presentada por la presidenta Claudia Sheinbaum en noviembre de 2024.
Iniciaron los estudios del derecho de vía. Los trabajos de obra preliminar estarán listos en junio de 2025 y se espera queden finalizados entre 2026 y 2027 con el proyecto del Tren Ciudad de México-Querétaro.

#### (2026 Fase 2: Irapuato-Guadalajara: 206 km)
El Tren Irapuato-Guadalajara es un proyecto de trenes que conectará con el municipio de Irapuato en Guanajuato con la ciudad de Guadalajara en Jalisco, pasando por los municipios de Michoacán
El 28 de noviembre de 2024 iniciaron los estudios de derecho de vía. Los trabajos de obra se prevén listos en 2026 y queden finalizados en 2028.

#### (2026 Fase 2:  Mazatlán-Los Mochis: 441 km: 206 km)
El Tren Mazatlán-Los Mochis es un proyecto de tren de pasajeros que conectará con la ciudad de Mazatlán con el municipio Los Mochis en Sinaloa, pasando por la ciudad de Culiacán. En noviembre de 2024 iniciaron los estudios de derecho de vía, los trabajos de construcción se preveen listos en 2026 y queden finalizados entre 2027 y 2029.

## Planes nacionales proyectados (a partir de 2026)

### Tren México-Puebla-Veracruz
El Tren México-Puebla-Veracruz es un proyecto de tren que conectará la Ciudad de México con el estado de Veracruz hasta la ciudad de Coatzacoalcos, donde posiblemente conectará con el Tren Interoceánico, recorrería una ruta similar a la del antiguo Tren El Jarocho.

### Otros nacionales
Otras rutas del decreto de reactivación de trenes de noviembre de 2023:
- Querétaro-León-Aguascalientes.
- Manzanillo-Colima-Guadalajara.
- Aguascalientes-Chihuahua-Ciudad Juárez.

## Planes internacionales (desde 2021)
Líneas de ferrocarril se unen en las fronteras de México hacia otros países del Norte y Centro de América.

### América del Norte

#### América septentrional

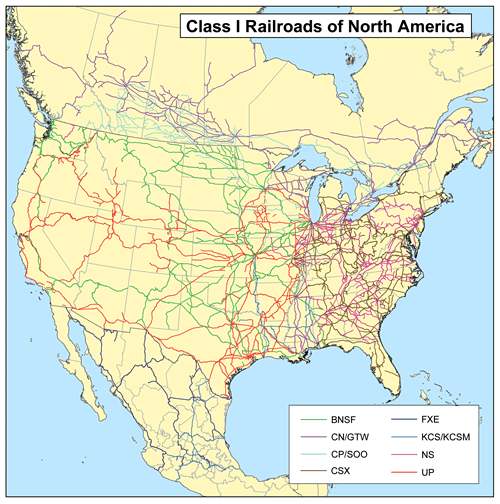
Trenes de pasajeros en Norteamérica, Clase I.

En 2021, la empresa ferroviaria canadiense, Canadian Pacific, hace pública su intención de comprar la empresa Kansas City Southern (KCS), quienes tenían filial en territorio mexicano por la ARTF. La compra llegó a concretarse en 2023, convirtiese así, en la empresa ferroviaria más grande de Norteamérica y la única con derecho de vía en Canadá, Estados Unidos y México, y de forma conectada con el nombre de Canadian Pacific Kansas City (CPKC). Como parte de su celebración por la nueva fusión corporativa, se realizó el último viaje de la locomotora a vapor, Canadian Pacific 2816 "Empress", durante el viaje llamado Final Spike Steam Tour, desde Calgary hacia Ciudad de México. 
Con esto, también la empresa CPKC entró a la participación, como empresa concesionaria, en el decreto presidencial de 2022 para el desarrollo de los ferrocarriles de Ciudad de México-Guadalajara - Nogales, Mazatlán - Nuevo Laredo, Irapuato - Ciudad Juárez, Ciudad de México - Nuevo Laredo, y Nuevo Laredo - Winnipeg.

#### Centroamérica
En la frontera sur con los países de Centroamérica se han conversado sobre la conexión ferroviaria desde del sureste a través del ramal de Chetumal del Tren Maya, hacia Flores en el departamento guatemalteco de Peten. Esto último indicado por el presidente Arévalo, utilizando las vías de comunicación existentes, la coordinación con las autoridades de Belice y técnicos mexicanos, sin tener por el momento un plan ferroviario de expansión.
Así mismo, se creó el plan de expansión por parte del Tren Interoceánico, desde de la línea K en Ciudad Hidalgo, Chiapas hacia Guatemala, a través del Puente Internacional Rodolfo Robles. Esto con la colaboración de México en la donación de 4 mil metros lineales de riel para que se utilice en la construcción de 200 kilómetros de vía en el interior de Guatemala.